# Hino de Mato Grosso do Sul
O Hino de Mato Grosso do Sul foi escolhido por concurso. Foi instituído pelo decreto nº 3 de 1 de janeiro de 1979 e tem letra de Jorge Antônio Siufi e Otávio Gonçalves Gomes, e música de Radamés Gnattali.
O hino ressalta as belezas naturais do estado e traz diversos personagens históricos. São eles:
- Vespasiano Martins: Político que lutou pela divisão do estado, foi prefeito de Campo Grande e também senador;
- Camisão e Antônio João: Heróis que lutaram na Guerra do Paraguai em defesa das terras sul-mato-grossenses;
- Guaicurus: Conhecido como índios cavaleiros, são lembrados pela habilidade em lutar, resistindo a influência de outros povos;
- Ricardo Franco: Protetor do Forte Coimbra.[2][3]